# Irving Pichel
Irving Pichel (ur. 24 czerwca 1891 w Pittsburghu, zm. 13 lipca 1954 w Hollywood) – amerykański aktor i reżyser filmowy. Odkrył talent Natalie Wood i dał jej okazję zadebiutować w filmie. Na przełomie lat 40. i 50. XX wieku był oskarżany o „działalność antyamerykańską”, został wpisany na tzw. „czarną listę Hollywoodu”. Miał trzech synów.

## Kariera
Irving Pichel był absolwentem Uniwersytetu Harvarda. Swoją karierę rozpoczynał jako aktor teatralny. Na początku lat 30. XX wieku przeniósł się do Hollywoodu, gdzie stał się znany jako aktor charakterystyczny. W tym samym czasie rozpoczął karierę reżyserską w serii filmów klasy B, często grając w nich mniejsze role. Pichel miał reputację reżysera potrafiącego dobrze prowadzić dziecięcych aktorów. W latach 40. podpisał umowę z 20th Century Fox, która umożliwiła mu nakręcenie filmów o większym budżecie. Po wybuchu II wojny światowej zrealizował cykl antynazistowskich filmów propagandowych.
W Santa Rosa, na planie kolejnego filmu z tego cyklu, Happy Land (1943), dostrzegł mieszkającą w tym mieście pięcioletnią Natashę Gurdin. Widząc w niej talent aktorski, specjalnie dla niej stworzył epizod, w której dziewczynka upuszcza rożek lodowy i wybucha płaczem. Chociaż na etapie montażu wycięto jej płacz, scenę umieszczono we finalnej wersji filmu. Pichel zaproponował jej udział w swoim następnym filmie. Obietnicę spełnił, obsadzając ją w obrazie Na zawsze (1946) dla RKO Pictures, po którym stała się popularna pod pseudonimem „Natalie Wood”. Sam film odniósł sukces finansowy.
Oprócz działalności aktorskiej i reżyserskiej, występował również w radiu.
Zmarł na zawał serca w wieku 63 lat, tydzień po ukończeniu zdjęć do swojego ostatniego filmu, Day of Triumph (1954). Był to jego pierwszy film po powrocie z emigracji.

## Czarna lista
Podczas drugiego okresu czerwonej paniki, w październiku 1947 roku, został oskarżony przez Komisję Izby Reprezentantów do Badania Działalności Nieamerykańskiej o „działalność antyamerykańską” i umieszczony na „czarnej liście Hollywoodu” w ramach tzw. „Hollywood Nineteen”. Obciążające go zeznania o sympatie komunistyczne złożył jego przyjaciel, Sam Wood. Badano jego „wczesny antynazizm” obecnych w filmach powstałych przed przystąpieniem Stanów Zjednoczonych do II wojny światowej. Mimo że nie wezwano go na przesłuchanie i został oczyszczony z zarzutów, ale na pewien czas opuścił Stany Zjednoczone. Napięcia związane z procesem doprowadziły do rozwinięcia u niego choroby serca i aż do śmierci musiał przyjmować leki.

## Filmografia

### Aktor
- The Right to Love (1930)
- The Cheat (1931)
- The Road to Reno (1931)
- Tragedia amerykańska (1931)
- Murder by the Clock (1931)
- Madame Butterfly (1932)
- Wild Girl (1932)
- Strange Justice (1932)
- The Painted Woman (1932)
- Westward Passage (1932)
- Forgotten Commandments (1932)
- Cudotwórca (1932)
- Two Kinds of Women (1932)
- The Right to Romance (1933)
- I’m No Angel (1933)
- Nocny lot (1933)
- Before Dawn (1933)
- The Story of Temple Drake (1933)
- King of the Jungle (1933)
- Oliver Twist (1933)
- Oskarżona (1933)
- The Mysterious Rider (1933)
- Billion Dollar Scandal (1933)
- Hamlet (1933)
- The Silver Streak (1934)
- I Am a Thief (1934)
- Kleopatra (1934)
- Brytyjski agent (1934)
- She Was a Lady (1934)
- Return of the Terror (1934)
- Such Women Are Dangerous (1934)
- Mgła nad Frisco (1934)
- Three Kids and a Queen (1935)
- Special Agent (1935)
- General Spanky (1936)
- Down to the Sea (1936)
- Hearts in Bondage (1936)
- Córka Draculi (1936)
- The House of a Thousand Candles (1936)
- Don't Gamble with Love (1936)
- The Sheik Steps Out (1937)
- Special Agent K-7 (1937)
- Płynne złoto (1937)
- Armored Car (1937)
- Join the Marines (1937)
- Topper Takes a Trip (1938)
- Newsboys' Home (1938)
- Gambling Ship (1938)
- There Goes My Heart (1938)
- Jezebel (1938)
- Old Hickory (1939)
- Torture Ship (1939)
- Rio (1939)
- Dick Tracy's G-Men (1939)
- Exile Express (1939)
- Juarez (1939)
- Zielona dolina (1941)
- The Moon Is Down (1943)
- December 7th (1943)
- Tomorrow Is Forever (1946)
- Something in the Wind (1947)
- They Won't Believe Me (1947)
- She Wore a Yellow Ribbon (1949)
- Kierunek Księżyc (1950)
- Quicksand (1950)
- The Great Rupert (1950)
- Santa Fe (1951)
- Martin Luther (1953)

### Reżyser
- Hrabia Zarow (1932)
- Before Dawn (1933)
- Czarownica (1935)
- The Gentleman from Louisiana (1936)
- The Duke Comes Back (1937)
- The Sheik Steps Out (1937)
- Beware of Ladies (1937)
- Larceny on the Air (1937)
- The Great Commandment (1939)
- The Man I Married (1940)
- Earthbound (1940)
- Dance Hall (1941)
- Hudson’s Bay (1941)
- Life Begins at Eight-Thirty (1942)
- The Pied Piper (1942)
- Secret Agent of Japan (1942)
- Happy Land (1943)
- The Moon Is Down (1943)
- And Now Tomorrow (1944)
- A Medal for Benny (1945)
- Temptation (1946)
- OSS - Misja specjalna (1946)
- The Bride Wore Boots (1946)
- Colonel Effingham's Raid (1946)
- Na zawsze (1946)
- Something in the Wind (1947)
- They Won't Believe Me (1947)
- Mr. Peabody and the Mermaid (1948)
- The Miracle of the Bells (1948)
- Without Honor (1949)
- Kierunek Księżyc (1950)
- Quicksand (1950)
- The Great Rupert (1950)
- Santa Fe (1951)
- Martin Luther (1953)
- Day of Triumph (1954)

## Nagrody
- Nagroda na MFF w Berlinie 1951: Brązowy Niedźwiedź (thrillery i filmy przygodowe)za Kierunek Księżyc